# Форма І-9
Форма I-9, офіційна назва «Підтвердження права на працевлаштування», є формою Служби громадянства та імміграції США . Згідно з Законом про імміграційну реформу та контроль від 1986 року, вона використовується для перевірки особи та юридичного дозволу на роботу всіх оплачуваних працівників у Сполучених Штатах. Усі роботодавці в США повинні забезпечити належне заповнення форми I-9 для кожної особи, яку вони наймають для роботи в Сполучених Штатах. 

## Вимоги
Закон про імміграційну реформу та контроль від 1986 року (IRCA) вимагав від роботодавців перевіряти, чи всі новоприйняті працівники пред’являють дійсні документи, що підтверджують особу працівника та юридичний дозвіл прийняти роботу в Сполучених Штатах.  Для цієї мети федеральний уряд надає форму I-9, так звану Форму перевірки права на роботу. 
Кожен працівник, прийнятий на роботу після 6 листопада 1986 року, повинен заповнити форму I-9 під час найму. Працівники заповнюють 1-ший розділ форми, а роботодавець в свою чергу заповнює 2-гий розділ протягом трьох днів після дати початку роботи нового працівника.  Роботодавець несе відповідальність за забезпечення належного та своєчасного заповнення форм.
У випадках неоплачуваних робіт та волонтерської діяльності форма I-9 не потрібна.  Проте компанія все одно може бути притягнута до відповідальності, якщо вона укладає угоду про працевлаштування з підрядником, про якого вона знає, або наймає нелегальних (неавторизованих) працівників. 
З моменту введення цієї форми в 1987 році документ зазнав деяких змін. Наразі дійсною є версія документа від липня 2017 р. (Rev. 07/17/2017).
У випадку, якщо працівник не вміє читати або писати англійською мовою, перекладач або редактор може заповнити форму та підписати її від імені працівника. Але для підписання, фізичне перебування апліканта обов'язково.
У жовтні 2004 року нове законодавство дозволило заповнювати форму I-9 також і в електронному вигляді. 

### Вимоги до працівників
Заповнюючи форму I-9, майбутні працівники засвідчують під загрозою відповідальності за неправдиві свідчення, що належать до однієї з таких категорій:
- Громадянин США
- Американець, який не є громадянином США
- Законний постійний резидент або
- Іноземець, який має дозвіл на роботу.

### Документи, що посвідчують особу або право на роботу
Разом з формою майбутні працівники повинні надати документи, що підтверджують їх право на роботу. Майбутній працівник повинен надати:
- Один документ, який засвідчує особу та право на роботу (у списку A на I-9)
- Один документ, що посвідчує особу (Список Б), разом з іншим документом, що підтверджує право на роботу (Список С).

На момент підписання всі документи мають бути дійсними

#### Список A
Документи, які можуть бути використані згідно зі «Списком A» форми I-9 для підтвердження як особи, так і права на роботу, включають:
- Непрострочений паспорт США, [6]
- Паспортна картка США
- Картка постійного резидента (« зелена карта ») або картка реєстрації іноземця з фотографією
- Непрострочена карта тимчасового резидента
- Непрострочений закордонний паспорт зі штампом I-551 або з формою I-94 (для певних іноземців, яким дозволено працювати з обмеженнями. Особа також повинна додати документи, які показують непрострочений дозвіл на працевлаштування)
- Документ про дозвіл на працевлаштування, виданий Міністерством національної безпеки США, який містить фотографію (форма I-766) або
- Непрострочена картка дозволу на працевлаштування.

#### Список B
Документи, які можуть бути використані згідно зі "Списком B" I-9 для підтвердження особи, включають:
- Посвідчення водія або ID картка, видане штатом США або віддаленою територією США, за умови, що воно містить фотографію або ідентифікаційну інформацію, таку як ім’я, дата народження, стать, зріст, колір очей і адреса
- Федеральне або державне посвідчення особи, якщо воно містить фотографію або ідентифікаційну інформацію, таку як ім’я, дата народження, стать, зріст, колір очей та адреса
- Шкільне посвідчення з фотографією
- Ідентифікаційна картка збройних сил США або призовний запис
- Реєстраційна картка виборця
- Картка морського торговця берегової охорони США
- Племінний документ індіанців
- Посвідчення водія, видане державним органом Канади або
- Документ довіреного мандрівника ( Global Entry, NEXUS, SENTRI ). [7]

Для осіб віком до вісімнадцяти років для встановлення особи можуть бути використані такі документи:
- Шкільна атестат або табель;
- Медична картка, довідка від лікаря або виписка з лікарні.
- Запис з дитячого садка або дошкільного закладу.

Працівники, які надають документ зі списку B (для встановлення особи), також повинні надати документ зі списку C (для встановлення права на роботу).

#### Список C
Документи, які можуть бути використані за «Списком C» I-9 для підтвердження права на роботу, включають:
- Картка соціального страхування США, видана Управлінням соціального страхування, якщо на ній не зазначено одне з наступного:
  - NOT VALID FOR EMPLOYMENT (зазвичай видається іноземцям-неіммігрантам, які не мають права працювати)
  - VALID FOR WORK ONLY WITH INS[en] AUTHORIZATION
  - VALID FOR WORK ONLY WITH DHS AUTHORIZATION
- Свідоцтво про народження, видане Державним департаментом США (форма FS-545 або форма DS-1350)
- Оригінал або завірена копія свідоцтва про народження у США чи віддаленої території США з офіційною печаткою
- Свідоцтво про громадянство США (форма N-560 або N-561) [8]
- Свідоцтво про натуралізацію (форма N-550 або N-570) [8]
- Племінний документ корінних американців
- Посвідчення особи громадянина США (форма I-197)
- ID-картка для використання громадянином-резидентом Сполучених Штатів (форма I-179)
- Картка дозволу на працевлаштування без закінчення терміну дії, видана Міністерством національної безпеки США (окрім тих, що включені до списку A) або
- Консульська довідка про народження за кордоном (форма FS-240).

Громадяни США, які втратили картку соціального страхування, можуть подати заявку на отримання дубліката в Управлінні соціального забезпечення .
Працівники, які надають документ зі списку C (для встановлення права на роботу), також повинні надати документ зі списку B (для встановлення особи).

### Повторна перевірка
Роботодавці повинні оновлювати та підтверджувати певні документи, що посвідчують особу, до закінчення терміну дії. Це не стосується вже наданих і прийнятих непрострочених паспортів США або карток постійних резидентів, коли закінчується термін їх дії, а також будь-яких документів зі списку B (наприклад, державне посвідчення водія та державне посвідчення особи (ID картка)). На веб-сайті USCIS у розділі «Employer», «Employer Bulletins» перераховано обмежені вимоги та дозволені обставини для повторної перевірки .
Для громадян США I-9 дійсні безперервно, якщо не відбудеться перерва в роботі більше ніж на рік. Міжнародні працівники з візами F-1 (студент), H-1B (спеціальна професія) або J-1 (для відвідувачів за обміном) мають повторно перевіряти форму I-9 щоразу, коли закінчується термін дії візи з новим дозволом на роботу (оновлена віза з дозвілом на роботу, EAD, карта постійного резидента тощо).

### Подальше зберігання форми
Роботодавці повинні зберігати форму I-9 для всіх працюючих робітників. Роботодавці також повинні зберігати форму I-9 протягом трьох років після дати найму або одного року після дати закінчення роботи, залежно від того, що настане пізніше. Роботодавці повинні показувати форму I-9 для своїх працівників щоразу, коли її вимагають органи імміграції чи праці. </link>

## Антидискримінаційні положення
Закон про імміграційну реформу та контроль, який запровадив вимогу, що призвела до оприлюднення форми I-9, також містив антидискримінаційні положення.  Відповідно до Закону, більшість громадян США, постійних мешканців, тимчасових мешканців, мешканців притулків або біженців, яким на законних підставах дозволено працювати в Сполучених Штатах, не можуть бути дискриміновані на основі національного походження чи статусу громадянства.  Це положення стосується роботодавців, які мають трьох або більше працівників, і стосується як рішень про найм, так і про звільнення.  Крім того, роботодавець повинен прийняти будь-який дійсний документ або комбінацію документів, зазначених у формі I-9, за умовою, що документи виглядають справжніми. 
Наприклад, роботодавець не може відмовити кандидату, оскільки його I-9 показав, що він не є громадянином (а є, наприклад, постійним жителем або біженцем. З цієї причини деякі імміграційні юристи радять компаніям уникати вимагання форми I-9, поки кандидат не буде найнятий, щоб не ризикувати судовим позовом.  Як інший приклад, компанія не може наполягати на тому, щоб працівник надав паспорт, а не, скажімо, посвідчення водія та картку соціального страхування. Ще одне антидискримінаційне положення вимагає, щоб роботодавці забезпечували дотримання вимог форми I-9 єдиним чином.  Наприклад, роботодавець не повинен вимагати від деяких працівників заповнення форми I-9 перед прийомом на роботу, при тому дозволяючи іншим заповнювати форму лише після початку роботи. 
Роботодавці не повинні припускати, що працівник не має права працювати лише тому, що особа або не змогла надати підтвердження дозволу на роботу, або принесла неприйняті документи до дати початку роботи. Натомість роботодавці повинні заохочувати цього працівника принести прийнятні документи зі списку A, B і C. Роботодавці можуть розірвати трудові відносини, лише якщо працівник не може підтвердити дозвіл особи на роботу, надавши підтвердження після дати початку.
Управління спеціального радника з питань недобросовісної практики працевлаштування, пов’язаної з імміграцією («OSC») — це відділ департаменту громадянських прав Міністерства юстиції, який забезпечує виконання антидискримінаційних положень Закону про імміграцію та громадянство (INA). OSC може допомогти працівникам, зателефонувавши роботодавцям і пояснивши належну практику перевірки, а також, якщо необхідно, надавши жертвам дискримінації форми оплати. Після отримання звинувачення у дискримінації розслідування OSC зазвичай займає не більше семи місяців. Жертви можуть отримати різні види допомоги, включаючи звільнення від роботи та заборгованості.
OSC також має широку інформаційну програму. Він надає персонал для виступів на інформаційних заходах по всій країні, а також має безкоштовні інформаційні брошури, плакати та касети для розповсюдження.

### Види дискримінації
OSC розслідує такі типи дискримінаційної поведінки відповідно до антидискримінаційного положення Закону про імміграцію та громадянство (INA), 8 USC § 1324b:

#### Дискримінація за громадянством або імміграційним статусом
Що стосується найму, звільнення, найму чи направлення за винагороду роботодавцями з чотирма чи більше працівниками, роботодавці не можуть інакше ставитися до осіб через те, що вони є або не є громадянами США чи особами, які мають дозвіл на роботу. Громадяни США, нещодавні постійні резиденти, тимчасові резиденти, особи, які отримали притулок, і біженці захищені від даного виду дискримінації. Однак цей захист не поширюється на постійних резидентів, які не подають заяву на натуралізацію протягом шести місяців після отримання права на це. В інших випадках, дискримінація за громадянством, яка необхідна дотримання закону, постанови, указу чи державного контракту, допускається законом.

#### Дискримінація за національною ознакою
Стосовно найму, звільнення, найму чи направлення за винагороду роботодавцями, у яких працює більше трьох і менше п’ятнадцяти працівників, роботодавці не можуть інакше ставитися до осіб через їх національність, місце народження, країну походження, рідну мову, акцент або тому, що вони сприймаються як такі. Усі громадяни США, законні постійні резиденти та особи, які мають дозвіл на роботу, захищені від дискримінації за національною ознакою. Комісія з рівних можливостей працевлаштування має юрисдикцію щодо роботодавців із п’ятнадцятьма чи більше працівниками.

#### Недобросовісні маніпуляції із документами
Стосовно перевірки відповідності працівників працевлаштуванню, роботодавці не можуть вимагати більше документів, ніж потрібно для перевірки права на працевлаштування, відхиляти обґрунтовано справжні документи або запитувати певні документи замість інших з метою чи наміром навмисної відмови у працевлаштуванні на основі громадянства, імміграційного статусу, або національності. Громадяни США та всі уповноважені на роботу особи захищені від недобросовісної маніпуляцій із документами.

#### Захист від помсти
Особи, які подають звинувачення в OSC, хто співпрацюють зі слідством OSC, або ті хто оскаржують дії, які можуть становити практику недобросовісних маніпуляцій із документами або дискримінацію на основі громадянства, імміграційного статусу чи національного походження; або ті, хто відстоює свої права згідно з антидискримінаційним положенням INA, захищені від помсти з боку обвинувачених.

## Штрафи
IRCA передбачає штрафи за незаконні маніпуляції з формами I-9. Федеральний закон передбачає тюремне ув’язнення або штрафи за надання неправдивих свідчень або використання фальшивих документів у зв’язку з проходженням I-9. Роботодавець, який найме нелегального працівника, може бути оштрафований на суму від 250 до 5500 доларів США за працівника.  Крім того, такий роботодавець може бути позбавлений права мати контракти з федеральним урядом протягом року.  Працівник, який свідомо приймає підроблені документи, також може бути притягнутий до кримінальної відповідальності згідно з іншими імміграційними законами. 
Роботодавець, який не веде належних записів про те, що форма I-9 подана належним чином, може бути оштрафований на 110 доларів США за відсутній елемент для кожної окремої форми, до 1100 доларів США за форму, навіть якщо працівник має законне право працювати в Сполучених Штатах.  З 2009 року імміграційна та митна служба (ICE) провела понад 7500 перевірок і наклала понад 80 мільйонів доларів США штрафів. Лише у 2011 році ICE провела 2740 перевірок і нарахувала понад 7 мільйонів доларів США штрафів. 
Особа, яка свідомо вчиняє або бере участь у шахрайстві з документами, може бути оштрафована на суму від 375 до 3200 доларів США за документ за перше порушення та від 3200 до 6500 доларів США за документ за наступні порушення. 

## Дивіться також
- Імміграція в США
- E-Verify

## Зовнішні посилання
- Сторінка завантаження I-9 уряду США

Останні бюлетені працівників USCIS пояснюють багато запитань і занепокоєнь, які виникали у працівників протягом багатьох років щодо процесу I-9, наприклад, обмеження здатності роботодавця розпізнавати багато старих ідентифікаційних документів, багато різних форм ідентифікаційних документів, виявлення можливо сумнівне посвідчення особи тощо:
1. "Про форму I-9, підтвердження відповідності вимогам до працевлаштування" </link></link>
2. «Інформаційні бюлетені роботодавця» [Архівовано 2009-05-06 у Wayback Machine.]  </link>
3. «Переглянута форма I-9 станом на 3 квітня 2009 р.»